# Otto Storm
Otto Storm, eigentlich Otto Strejcek, (* 19. Januar 1874 in Neusatz, Österreich-Ungarn; † 12. August 1950 in Wien) war ein österreichischer Operetten-Sänger und Schauspieler bei Bühne und Film in Österreich wie in Deutschland und der Tschechoslowakei.

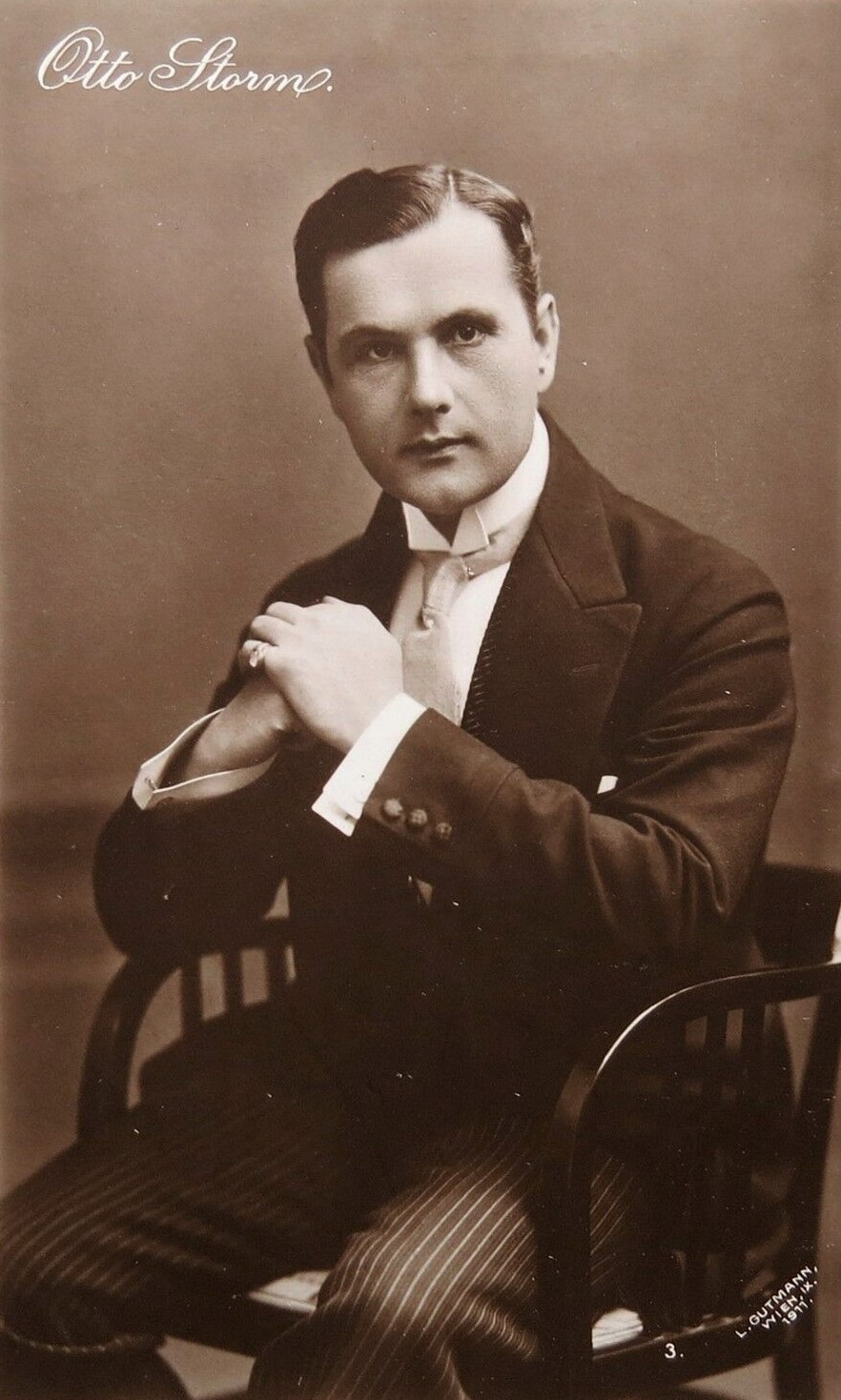
Otto Storm (1911), Fotografie von Ludwig Gutmann

## Leben und Wirken
Storm hatte in den 1890er Jahren eine Offizierskarriere eingeschlagen, ehe er mit Beginn des 20. Jahrhunderts zur Bühne wechselte und dort als Operettentenor wie als regulärer Sprechtheater-Schauspieler an verschiedenen Bühnen auftrat. In seinen frühen künstlerischen Jahren (bis Kriegsausbruch 1914) wechselte Storm häufig die Spielstätten: So war er im ersten Jahrzehnt u. a. an Berlins Neuem Theater (1902), danach in Hannover, wo er mit Erfolg den Hans Rudloff in Hartlebens Drama “Rosenmontag” verkörperte, und 1904 an Breslaus Lobetheater, sowie ab 1905 mehrere Jahre lang am Königlichen Hoftheater München tätig und gleich im Anschluss daran am Theater an der Wien beschäftigt. Hier feierte Otto Storm, der zunächst das Fach der jugendlichen Helden belegte, seinen ersten überragenden Erfolg ab dem 12. November 1909 als Urbesetzung des René (Hauptrolle) an der Seite von Max Pallenberg (als Fürst Basil) in der an diesem Tag uraufgeführten Franz-Lehár-Operette Der Graf von Luxemburg. In den Folgejahren blieb Storm dem Theater an der Wien treu und ging häufig auch auf Gastspieltourneen oder war Gast an anderen Wiener Spielstätten wie dem Bürgertheater, wo er mit weiteren Operetten wie beispielsweise “Die Kinokönigin” und “Bruder Leichtsinn” reüssierte.
Zeitgleich, in der Spätphase des Ersten Weltkriegs, folgten auch einige Angebote vom österreichischen Stummfilm. Sein Debüt vor der Kamera gab Otto Storm 1916 als Graf von Rhelen in dem mit Hermann Benke und Liane Haid prominent besetzten Drama Die Tragödie auf Schloß Rottersheim von Jakob Fleck und Luise Kolm. Im Jahr darauf war er an der Seite der beliebten Wiener Kollegin Poldi Müller in dem Leinwandschauspiel “Der Mann mit der Maske” zu sehen und übernahm die männliche Hauptrolle an der Seite von Magda Sonja in dem mystischen Stummfilmdrama Das schwindende Herz. Anschließend blieb Storm nahezu zwei Jahrzehnte langfilminaktiv und konzentrierte sich wieder ganz auf seine Theatertätigkeit, die ihn zunächst, in der ersten Friedensspielzeit 1918/19, ans Corso-Theater nach Zürich und 1920 gastweise auch nach Berlin führten, wo Storm am Berliner Theater unter der Leitung von Carl Meinhard und Rudolf Bernauer als Partner von Albert Steinrück, Alfred Abel und erneut Pallenberg auftrat.
1921 verließ Otto Storm die deutsche Hauptstadt wieder und kehrte über Breslau an das Bürgertheater nach Wien zurück. Hier sah man ihn mit Bonvivant-Rollen in Operetten wie Die Scheidungsreise, Komtesse Guckerl, Viktoria und ihr Husar und Herbstmanöver (hier an der Seite Richard Taubers). In reinen Sprechtheaterstücken wie Hugo von Hofmannsthals Lustspiel Der Unbestechliche war Storm weit weniger erfolgreich. In späterer Zeit sang und spielte Otto Storm u. a. am Hamburger Operettenhaus sowie seit den frühen 1930er Jahren mehrere Spielzeiten lang an den Vereinigten deutschen Theatern in Brünn (Tschechoslowakei), wo er nunmehr auch Regie führen durfte. Wieder in Wien, kehrte Otto Storm mit winzigen Rollen auch immer mal wieder für Tonfilme vor die Kamera zurück, wirkte an Rundfunkübertragungen (z. B. Der große Bluff, 1935) mit und setzte auch seine Theaterarbeit fort. Ab 1937 bis zu seinem Tod 1950 gehörte Storm dem Ensemble des Burgtheaters an und füllte dort das Rollenfach der pères nobles aus. Oftmals musste sich Otto Storm jedoch nunmehr mit Chargen wie einem Hofkavalier in Kleists Prinz von Homburg, einem Ritter in Goethes Götz von Berlichingen oder einem Diener in Hauptmanns Elga begnügen. Storm stand 1944 in der Gottbegnadeten-Liste des Reichsministeriums für Volksaufklärung und Propaganda.
Als er starb, hieß es: „Mit Otto Storm ist einer der letzten der alten Garde dahingegangen; ein vortrefflicher Künstler, dessen Name für immer mit der großen Wiener Operettentradition verknüpft bleiben wird.“

## Filmografie
- 1916: Die Tragödie auf Schloß Rottersheim
- 1917: Der Mann mit der Maske
- 1917: Das schwindende Herz
- 1931: Die große Liebe
- 1935: Die ganze Welt dreht sich um Liebe
- 1935: Die Leuchter des Kaisers
- 1936: Der Postillon von Lonjumeau
- 1936: Das Frauenparadies
- 1936: Die Julika (Ernte)
- 1936: Hannerl und ihre Liebhaber
- 1936: Die Frau des Anderen
- 1937: Der Mann, von dem man spricht
- 1937: Musik für Dich
- 1938: Adresse unbekannt
- 1939: Ich bin Sebastian Ott
- 1940: Der liebe Augustin
- 1941: Dreimal Hochzeit
- 1941: Brüderlein fein
- 1943: Reisebekanntschaft
- 1944/49: Wie ein Dieb in der Nacht